# Papilio ufipa
Papilio ufipa är en fjärilsart som beskrevs av Robert H. Carcasson 1961. Papilio ufipa ingår i släktet Papilio och familjen riddarfjärilar.
Artens utbredningsområde är Tanzania. Inga underarter finns listade i Catalogue of Life.